# Frits Botterblom
Fredrik (Frits of Flerik) Botterblom (Hoogland, 15 februari 1896 – aldaar, 8 april 2003) was vanaf 15 december 2002 de oudste levende man van Nederland, na het overlijden van de 111-jarige Jan Pieter Bos. Hij heeft deze titel 114 dagen gedragen.
Fredrik werd geboren in het gezin van Gerrit (Gert) Botterblom en Wilhelmina Boersen. In 1922 trouwde hij met Heintje Voskuilen. Tijdens zijn werkzame leven was hij agrariër in het buitengebied tussen Hoogland en Bunschoten. Pas rond zijn honderdste verjaardag heeft hij de boerderij, waar hij geboren en getogen is, verlaten en is naar een verzorgingstehuis in Hooglanderveen verhuisd. Nadat hij rond 1950 al één hectare land moest afstaan in verband met de aanleg van Rijksweg 1; is enkele jaren na zijn vertrek de boerderij gesloopt in verband met de aanleg van nieuwe op- en afritten van de autosnelweg A1 op de provinciale weg N199.
Botterblom overleed op de leeftijd van 107 jaar en 52 dagen. Zijn opvolger was Henri Timmermans.